# 庫德拉伊夫卡 (舒姆西克區)
49°58′59″N 25°53′51″E / 49.98306°N 25.89750°E

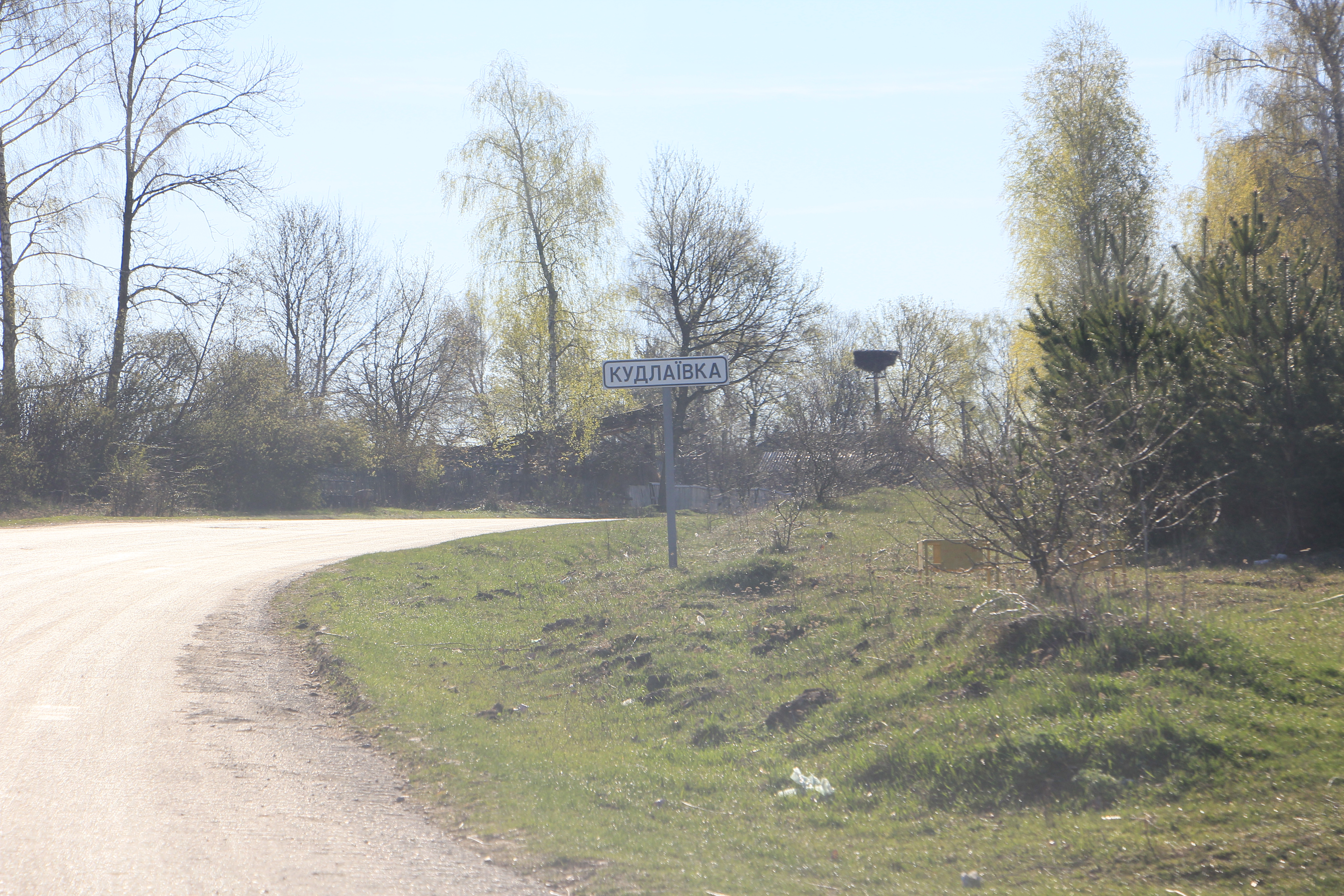
库德拉伊夫卡村入口的标志

庫德拉伊夫卡（烏克蘭語：Кудлаївка），是烏克蘭的村落，位於該國西部捷爾諾波爾州，由克列梅涅茨區負責管轄，處於戈林卡河畔，始建於1850年，面積0.56平方公里，2001年人口246。